# Lijst van Tsjechische ministers van Milieu
Dit is een lijst van ministers van Milieu van de Tsjechische Republiek.
| Naam             | Begin termijn    | Einde termijn    | Partij               |
| ---------------- | ---------------- | ---------------- | -------------------- |
| František Benda  | 1 januari 1993   | 4 juli 1996      | KDS / ODS            |
| Jiří Skalický    | 4 juli 1996      | 20 februari 1998 | ODA                  |
| Martin Bursík    | 27 februari 1998 | 22 juli 1998     | onafhankelijk        |
| Miloš Kužvart    | 22 juli 1998     | 15 juli 2002     | ČSSD                 |
| Libor Ambrozek   | 15 juli 2002     | 4 september 2006 | KDU-ČSL              |
| Petr Kalaš       | 4 september 2006 | 9 januari 2007   | partijloos voor ODS  |
| Martin Bursík    | 9 januari 2007   | 8 mei 2009       | SZ                   |
| Ladislav Miko    | 8 mei 2009       | 30 november 2009 | partijloos voor SZ   |
| Jan Dusík        | 30 november 2009 | 19 maart 2010    | partijloos voor SZ   |
| Jakub Šebesta    | 22 maart 2010    | 15 april 2010    | partijloos voor ČSSD |
| Rut Bízková      | 15 april 2010    | 13 juli 2010     | partijloos voor ODS  |
| Pavel Drobil     | 13 juli 2010     | 21 december 2010 | ODS                  |
| Tomáš Chalupa    | 17 januari 2011  | 10 juli 2013     | ODS                  |
| Tomáš Podivínský | 10 juli 2013     | 29 januari 2014  | KDU-ČSL              |
| Richard Brabec   | 29 januari 2014  | 17 december 2021 | ANO 2011             |
| Anna Hubáčková   | 17 december 2021 |                  | KDU-ČSL              |

Minister-president · Arbeid en Sociale Zaken · Binnenlandse Zaken · Buitenlandse Zaken · Cultuur · Defensie · Financiën · Industrie en Handel · Justitie · Landbouw · Milieu · Onderwijs, Jeugd en Lichamelijke Opvoeding · Regionale Ontwikkeling · Verkeer · Volksgezondheid · zonder portefeuille

Voormalige ministeries: 

Informatica